# 室女座流星雨
室女座流星雨是一個流星雨的複合體，稱為室女座複合流星雨。它有許多主要的和次要的流星雨，包括室女座α流星雨、室女座γ流星雨、室女座η流星雨、室女座θ流星雨、室女座ι流星雨、室女座λ流星雨、室女座μ流星雨、室女座π流星雨、和室女座φ流星雨、還有室女座三月流星雨。大多數都是在2月到5月間從室女座輻射出來。整個集團流星持續的時間從1月下旬至4月中旬，並且可以延續到5月初；峰值在3月和4月，平均每小時平均1-2顆。主要的輻射點於1月後期從東南的獅子座移動，到5月中旬移至室女座的中心，靠近角宿一的附近。

## 室女座α流星雨
室女座α流星雨發生在3月10日至5月6日，峰值在4月7日至18日之間，每小時約5-10顆流星。它們最初是在1895年中檢測到的。

## 室女座γ流星雨
The North and South 室女座γ流星雨是分為南北兩群的慢速的小流星雨，然而5月的室女座γ流星雨和白晝的室女座γ流星雨都是快速的移動。南北兩群的母體分別是2002 FC和2003 BD44。它通常出現在4月5日至4月21日，並且在4月14-15日到達峰直，每小時的流星數量低於5顆。首度發現是在1895年。

## 室女座η流星雨
室女座η流星雨發生在2月24日至3月27日，峰值在3月18日左右，每小時只有1-2顆流星。在1961年第一次被檢測到。

## 室女座θ流星雨
室女座θ流星雨發生在3月10日至4月21日，3月20日左有達到峰直，每小時只有1-3顆流星。最初是在1850年觀測到，至1948年才被確認。

## 室女座ι流星雨
室女座ι流星雨是一個微弱的白晝流星雨。

## 室女座λ流星雨
室女座λ流星雨是一個小流星雨。

## 室女座μ流星雨
室女座μ流星雨是在4月和5月初可見的小流星雨。通常地出現日期是從4月1日至5月12日，峰值在4月24日至4月25日。它的輻射點靠近天秤座，每小時的流星樹在7-10顆。

## 室女座π流星雨
室女座π流星雨發生在2月13日至4月18日，峰值在3月3日和3月9日，每小時有2-5顆流星。這個流星雨在1908年首度被觀測到，並且在1948年得到確認。

## 室女座φ流星雨
室女座φ流星雨是一個小的白晝流星雨。

## 室女座三月流星雨
室女座三月流星雨是一個小流星雨；輻射點在室女座的北邊，母體可能是1998 SJ70。獅子座β流星雨也被稱為室女座三月流星雨，持續時間從2月14日至4月25日，3月20日左右到達峰值，每小時的流星數量約3-4顆。